# Le Divorce - Americane a Parigi
Le Divorce - Americane a Parigi (Le Divorce) è un film del 2003 diretto da James Ivory.

## Trama
Isabel si reca a Parigi per stare al fianco della sorella Roxeanne, incinta e abbandonata dal marito, Charles-Henri de Persand, appartenente all'alta borghesia francese. Isabel si gusta la suggestiva vita parigina e conosce l'affascinante Edgar Cosset, zio dell'ex marito di sua sorella. Non mancheranno rancori, tensioni e liti familiari a causa del divorzio imminente ma anche per le diversità culturali che dividono statunitensi e francesi.

## Produzione
Il film è stato prodotto dalla Merchant Ivory Productions in collaborazione della Radar Pictures. Gli effetti speciali sono stati creati da L'Etude et la Supervision des Trucages (L'E.S.T.), con il supporto della Mikros Image. Invece la DCA Audiovisual si è occupata dei trasferimenti sonori, mentre le attrezzature di illuminazione sono ad opera della Cinésyl. Le scene sono state girate completamente in Francia, in particolare a: Val-d'Oise, Senlis, e Parigi, escludendo le scene ambientate vicino alla Torre Eiffel. Queste riprese sono iniziate nel marzo 2002 e concluse il 1º giugno 2002.

## Distribuzione
La pellicola è stata distribuita in diversi paesi con titoli e date differenti:
- USA 8 Agosto 2003 Le divorce
- Italia 6 Settembre 2003 Le Divorce - Americane a Parigi
- Francia 7 Settembre 2003 Le Divorce
- Germania 15 Gennaio 2004 Eine Affäre in Paris
- Giappone 22 Maggio 2004 ル・ディヴォース/パリに恋して
- Spagna 26 Settembre 2003 Le divorce
- Messico 3 Ottobre 2003 Divorcio a la francesa

## Accoglienza
Il film non ha ricevuto delle critiche eccessivamente positive: su IMDb ha raggiunto un punteggio di 4.9/10, mentre su MYmovies 2/5.